# Chatteris
Chatteris è un paese di 8 820 abitanti della contea del Cambridgeshire, in Inghilterra.